# Томпсонс (Техас)
Томпсонс (англ. Thompsons) — місто (англ. town) в США, в окрузі Форт-Бенд штату Техас. Населення — 156 осіб (2020).

## Географія
Томпсонс розташований за координатами 29°28′54″ пн. ш. 95°38′13″ зх. д. / 29.48167° пн. ш. 95.63694° зх. д. (29.481768, -95.636851).  За даними Бюро перепису населення США в 2010 році місто мало площу 21,55 км², з яких 12,78 км² — суходіл та 8,77 км² — водойми.

## Демографія
Згідно з переписом 2010 року, у місті мешкало 246 осіб у 95 домогосподарствах у складі 73 родин. Густота населення становила 11 осіб/км².  Було 110 помешкань (5/км²).
Расовий склад населення:
| - 53,3 % — білих - 36,2 % — чорних або афроамериканців - 6,5 % — азіатів - 2,4 % — осіб інших рас |

До двох чи більше рас належало 1,6 %. Частка іспаномовних становила 14,6 % від усіх жителів.
За віковим діапазоном населення розподілялося таким чином: 22,8 % — особи молодші 18 років, 61,8 % — особи у віці 18—64 років, 15,4 % — особи у віці 65 років та старші. Медіана віку мешканця становила 43,0 року. На 100 осіб жіночої статі у місті припадало 98,4 чоловіків;  на 100 жінок у віці від 18 років та старших — 86,3 чоловіків також старших 18 років.
За межею бідності перебувало 28,2 % осіб, у тому числі 41,5 % дітей у віці до 18 років та 18,2 % осіб у віці 65 років та старших.
Цивільне працевлаштоване населення становило 46 осіб. Основні галузі зайнятості: будівництво — 28,3 %, освіта, охорона здоров'я та соціальна допомога — 23,9 %, науковці, спеціалісти, менеджери — 15,2 %, виробництво — 15,2 %.